# 水谷隼

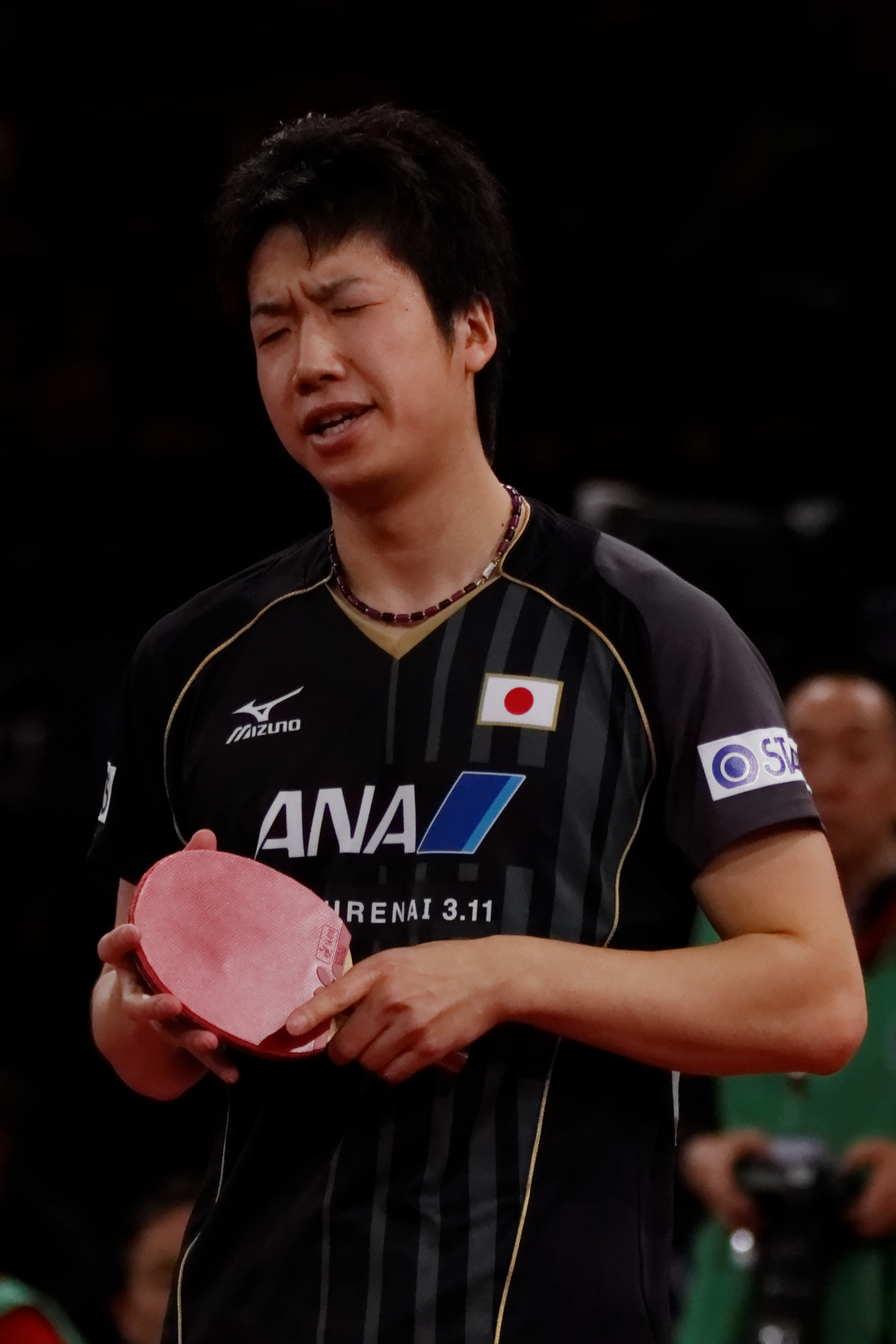
2013年世界桌球錦標賽

水谷隼（日语：／ Mizutani Jun，1989年6月9日—）是日本退役男子乒乓球运动员。出生于靜岡縣，畢業於青森山田中学校及青森山田高校，畢業於明治大學政治經濟學系。球感細膩，遠臺高球防守能力出色，經常能在遠臺防守時反攻對手。曾十次夺得全日本乒乓球锦标赛男单冠军。
在2016年夏季奧林匹克運動會，他在乒乓球賽事奪得男單銅牌，為日本隊帶來史上第一面奧運乒乓球單項奬牌。
在2020年夏季奧林匹克運動會，他與伊藤美誠搭檔在乒乓球賽事奪得混雙金牌，為日本隊史上首面奧運乒乓球金牌。

## 簡歷

### 2003年
- 全日本乒乓球錦標賽男單16強 少年男子单打冠军（日本史上最年少冠军）。
- 第2届世界青少年錦標賽男双冠军（和岸川圣也）。

### 2004年
- 全日本乒乓球錦標賽男单最佳第32 / 少年男子单打亚军。
- 第3届世界青少年男单 亚军、双打最佳第4、團體冠军。

### 2005年
- 全日本乒乓球錦標賽男单最佳第8/少年男单冠军。
- 上海世乒赛男子单打32强。
- 9月在韩国济州第17届亚洲乒乓球锦标赛男单比赛中，以4：2击败王皓，大爆冷门。

### 2006年
- 第49届世界乒乓球錦標賽男子団体四強。
- 多哈亚运会男子单打16强。

### 2007年
- 全日本乒乓球錦標賽男单冠军/ 男双冠军（和岸川圣也）。
- 第49届世界乒乓球锦标赛，在男单第三轮比赛中，被新加坡选手高宁以4比3艰难击败无缘晋级16强。 在男子双打比赛中，与岸川圣也搭档，4：1击败中国队马龙/郝帅，晋级八强。
- 第18届亚洲乒乓球锦标赛男子团体亚军。单打第三轮4比2淘汰中国队郝帅。
- 韩国公开赛男双四强。

### 2008年
- 广州世乒赛男子团体季军。19岁的水谷隼表现更加突出，在与德国队的比赛中，正是他一人独拿两分帮助日本队获得胜利。3月的奥运会亚洲区资格赛上，水谷隼也是在三度落后三度扳平，最终在决胜局中力克对手蒋澎龙，获得了奥运会参赛资格。在今后的5年内，以稳定见长的水谷隼无疑将成为中国队的最大对手。
- 全日本乒乓球锦标赛男单冠军。
- 乒乓球亚洲杯（日本札幌），在男子半决赛中，2：4负于陈玘。
- 新加坡公开赛，苦战7局负于马龙，止步男单16强。

### 2009年
- 全日本乒乓球锦标赛男单冠军。
- 横滨世乒赛在男单八分之一决赛中，0：4负于陈玘，跻身16强。
- 在男双比赛中，他与好友岸川圣也一起搭档，为日本12年后再夺一枚铜牌。
- 中国公开赛再次搭档岸川圣也，并一路过关斩将，在决赛中以4：2击败许昕张继科，获得冠军。
- 日本公开赛，再次与岸川圣也搭档，获男双冠军。
- 韩国公开赛，在单打决赛中以4：1战胜郝帅，赢得个人职业生涯的首个巡回赛单打冠军。
- 亚锦赛男团亚军。

### 2010年
- 全日本乒乓球锦标赛男单冠军。
- 莫斯科世乒赛男子团体季军。
- 国际乒乓球精英赛男单四强
- 国际乒联职业巡回赛总决赛男单冠军
- 代表日本出戰廣州亞運會，參加乒乓球比賽的男子單打、男子雙打（夥拍：岸川聖也）及團體項目，奪得單打及團體兩面銅牌[1]。

### 2011年
- 全日本乒乓球锦标赛男单冠军。
- 阿联酋公开赛男单四强，半决赛1：4不敌马龙，四分之一决赛在1：3落后的情况下逆转马琳。
- 第三届“大众杯”国际乒乓球精英赛男单四强
- 鹿特丹世界乒乓球锦标赛八强，1/4决赛中以0:4负于王皓。
- 日本公开赛男单亚军。
- 中国公开赛(苏州)男单四强
- 巴黎世界杯男单第四名
- 卡塔尔公开赛男单八强
- 科威特公开赛男单冠军
- 亚洲乒乓球锦标赛男团亚军
- 世界乒乓球团体锦标赛四强
- 西班牙公开赛男单四强、男双冠军

### 2012年
- 全日本乒乓球锦标赛男单亚军
- 科威特公開賽男單冠軍
- 西班牙公開賽男單四强，男雙冠軍
- 多特蒙特世乒賽男團四强
- 日本公開賽男單冠軍
- 智利公開賽男雙四强
- 伦敦奥运会，乒乓球男子单打第四轮，水谷隼0-4不敌丹麦老将梅兹，被挡在八强之外，结束本届奥运会的男单征程；男子團體八强2-3負于香港，僅獲第五

### 2013年
- 全日本乒乓球锦标赛男单亚军
- 巴黎世乒赛男双铜牌（搭档岸川圣也）

### 2014年
- 全日本乒乓球锦标赛男单冠军
- 德國公開賽男單亞軍
- 日本公開賽男單亞軍，男雙冠軍
- 俄羅斯公開賽男單四强
- 東京世乒賽男團四强
- 杜塞爾多夫世界杯男單第四名
- 國際乒聯巡迴總決賽男單冠軍

### 2015年
- 全日本乒乓球锦标赛男单冠军
- 苏州世乒赛男单八强
- 哈尔姆斯塔德世界杯男单八强

### 2016年
- 全日本乒乓球锦标赛男单冠军
- 奧地利公開賽男單冠軍
- 波蘭公開賽男單冠軍
- 科威特公開賽男單八強（八強賽時遭遇中國隊的許昕，在決勝局10-4領先的大好情形下被許昕連追八分逆轉）
- 斯洛文尼亞公開賽男單冠軍
- 吉隆坡世乒赛男团亚军
- 里約奧運會男單銅牌，男團亞軍

### 2017年
- 全日本乒乓球锦标赛男单冠军
- 列日世界杯男单八强

### 2019年
- 全日本乒乓球锦标赛男单冠军
- 国际乒联巡回赛总决赛男单四强

### 2021年
- 2020年夏季奧林匹克運動會男團銅牌，混雙金牌（與伊藤美誠搭檔）
- 因眼疾而正式宣布退役。

## 社会事件
2021年7月27日，水谷隼与伊藤美誠组队在2020年东京奥运乒乓混双决赛落后两局的情况下，随后连胜三局，最终逆转中国组合许昕与刘诗雯夺得奥运金牌。28日赛后，水谷隼在社交平台上称他“收到了大量来自某个国家的恶意留言”，但随即补充称他“完全没有被这些网络留言所影响”，并感谢日本粉丝对他的支持。同日，其搭档伊藤美诚也在赛后因类似原因关闭其社交平台。7月31日，水谷隼再次发推称已将过于恶意的评论截图记录，宣布不会再放任，将联络相关单位，采取必要的措施来应对。对此，中国大陆“新浪看点”上发表的文章评论称这是“引战行为”，并批评水谷隼“赢了奥运但输了人品”。8月1日，日本代表团团长福井烈在日本奥委会的新闻发布会中对这次社交平台留言事件发表评论认为“这些侮辱选手多年间付出的努力、时间的行为是不被允许的”。日本传播学者浦上早苗评论，中国也与日本以外的国家进行比赛，但只攻击日本球员，这有两个可能的原因。首先是乒乓球和体操是中国的国家运动，而日本已经成为他们的眼中钉。中国队在混双比赛中的失利在國內引起震動。这是自2004年雅典奥运会以来，中国首次未能在奥运会乒乓球上获得所有金牌。中国人民不能接受现实，但又不能责怪在电视前哭着说对不起的中国球员，于是将他们的挫折感针对日本球员。

## 電影
- 兵乓少女大逆襲（2017年10月21日，東寶）- 本人

## 外部連結
- 水谷隼在国际奥林匹克委员会的资料
- 水谷隼的X（前Twitter）
- 官方网站